# RC44
De RC44 een klasse zeiljacht dat gebruikt wordt voor competitieve zeilwedstrijden. De klasse wordt erkend door de International Sailing Federation (ISAF), waardoor het  een officieel wereldkampioenschap kent.

## Ontwerp
De RC44 is in 2007 ontworpen door Russell Coutts, oud-olympisch zeiler en viervoudig America's Cup-winnaar, en scheepsarchitect Andrej Justin. De naam van het jacht is opgebouwd uit de initialen van de ontwerper en de lengte van het jacht (44 voet). De bouw en uitrusting van het jacht zijn afgestemd op een amateur-bemanning, maar zijn ook geschikt voor professionele zeilers. Het reglement schrijft een 50/50-verdeling voor tussen amateurs en professionals in elke achtkoppige bemanning.
Nagenoeg alle delen van dit enkelrompsschip (onder meer de romp, mast, zaling, giek, boegspriet en roer) zijn gemaakt van koolstofvezelversterkte kunststof. Dit maakt het een licht en snel jacht. Het jacht is zo ontworpen dat alle onderdelen gezamenlijk in een 40-voetcontainer passen, wat transport relatief eenvoudig en goedkoop maakt.

## Competities
Alle RC44's worden door de firma Pauger Carbon Composites uit Boedapest gebouwd. In competitieverband worden zowel vlootwedstrijden als matchraces gevaren. 

### RC44 Championship Tour
Sinds 2008 wordt de RC44 Championship Tour gevaren, een wereldwijde competitie georganiseerd door de klassenorganisatie. De competitie bestaat uit een aantal zeilwedstrijden die gedurende het seizoen worden gehouden in verschillende steden. Per wedstrijd wordt een negatieve puntentelling gehanteerd: de winnaar krijgt slechts een punt, de volgende twee punten, enz. Het slechtste resultaat mag worden weggestreept, en aan het eind van het seizoen wint het team dat het kleinste aantal punten behaald heeft en dus bovenaan in het eindklassement staat.
| Jaar | Jachten | Vlootwedstrijden     | Vlootwedstrijden   | Matchraces | Matchraces          |
| Jaar | Jachten | Winnaar              | Schipper/eigenaar  | Winnaar    | Schipper/eigenaar   |
| ---- | ------- | -------------------- | ------------------ | ---------- | ------------------- |
| 2008 | 14      | Banco Espirito Santo | Patrick de Barros  | Ceeref     | Igor Lah            |
| 2009 | 11      | Artemis Racing       | Torbjörn Törnqvist | Ceeref     | Igor Lah            |
| 2010 | 14      | Oracle Racing        | Larry Ellison      | Team Aqua  | Chris Bake          |
| 2011 | 15      | Team Aqua            | Chris Bake         | Team Aqua  | Chris Bake          |
| 2012 | 16      | Team Aqua            | Chris Bake         | Synergy    | Valentin Zavadnikov |
| 2013 | 16      | Team Aqua            | Chris Bake         | Team Aqua  | Chris Bake          |
| 2014 | 14      | N.N.B.               | N.N.B.             | N.N.B.     | N.N.B.              |

### Wereldkampioenschap
De RC44-klasse werd in november 2009 officieel erkend door de ISAF. Sinds 2010 wordt er een wereldkampioenschap gevaren.
| Jaar | Locatie       | Winnaar                 | Schipper/eigenaar   |
| ---- | ------------- | ----------------------- | ------------------- |
| 2010 | Puerto Calero | 17                      | James Spithill      |
| 2011 | Niet gevaren  | Niet gevaren            | Niet gevaren        |
| 2012 | Rovinj        | Peninsula Petroleum     | John Bassadone      |
| 2013 | Lanzarote     | Ceeref                  | Igor Lah            |
| 2014 | Marstrand     | Bronenosec Sailing Team | Vladimir Liubomirov |